# 日本エレキテル連合
日本エレキテル連合（にっぽんエレキテルれんごう）は、タイタン所属の女性お笑いコンビである。

## メンバー
橋本小雪（はしもと こゆき、1984年11月13日 - ）（40歳）
立ち位置は向かって左。朱美ちゃん担当。以前はツッコミ担当だった。
- 血液型A型、身長161 cm、兵庫県豊岡市出身。
- 愛称は「こきーゆ」「小雪ちゃん」「はっしゃん」。兵庫県立豊岡南高等学校卒業 → 京都橘大学文学部 英語コミュニケーション学科卒業。
- 実家は城崎温泉近くで、民宿「はし本」を経営していたが2023年4月に閉館、その後同年12月に親族により旅館「たびたび花院（かいん）」としてリニューアルオープンした。
- 趣味は、一眼レフカメラで、時おり撮影した写真をTwitterにアップしている。
- 大学生時代に、KBS京都テレビの『Go on』にスタッフ、出演などで係わっていたことがある。
- 日本パブリック連合時代、オーディションを勝ち抜き、天神祭で「ギャルみこし」を担いだことがある。
- 大学生時代、オーストラリアに留学した経験がある。
- 「パピ」という名前のモルモット（スキニーギニアピッグ）を飼っている。名付け親は事務所の先輩である田中裕二。
- 東京都東村山市内のガールズバーで働いていた時期がある。
- 以前作ったカフェ部があり、2015年に久しぶりに活動を再開した。部員は、以前は橋本と事務所の同期のウエストランドの井口のみだったが、活動再開に伴い、新しく事務所に入ったシティホテル3号室の押田が加入した。橋本は、目的のカフェがあるのと逆方向に誘導したり、カフェではない店をリサーチしたりと何もできなかっため、押田が部長に任命された。ただ、橋本は、コーヒーがあまり好きではない。単独で行った場合は、Twitterで報告し合っている。
- お笑いにおけるポリシーについて「これから何が起こるって思わせたら勝ちだと思う」と話している。
- 関西の出身者で大学まで関西にいたが、芸人になってから東京での生活が多くなったため普段は共通語を話している。コントでは但馬弁を用いることもある。

 中野聡子（なかの そうこ、1983年11月12日 - ）（41歳）
立ち位置は向かって右。ネタ作り、細貝さん担当。以前はボケ担当だった。
- 血液型A型、身長152 cm、愛媛県今治市出身。
- 愛称は「みみたん」「みみこ」「聡ちゃん」。
- 愛媛県立今治南高等学校卒業 → 美術系短期大学卒業。
- 日本パブリック連合時代の芸名は「中野倉庫」。
- 特技は日本画。
- 芸人になる前、下着のデザイン会社に勤めていた時期がある。しかし、同僚とコミュニケーションが全くとれず、5か月で退職した。その後約1年6か月のニート生活の後「自分のようにどうしようもない人でもやって行けるような仕事かな」と思ってお笑い芸人を目指すようになったという。
- 以前、うさぎを飼っていたが、2011年初頭に死去。葬儀も挙行したが、死んだうさぎの名前が「コマネチ」だったため、葬儀業者が笑ってしまい、厳粛な雰囲気に浸れなかった。その後再びうさぎを飼い始め、名前を事務所の先輩である太田光に「アンドロポフ」と命名してもらった。なお、アンドロポフという名前の由来はビートたけしのギャグに由来するという。
- 以前、工場で流れてくるカップにひたすら小豆を245gずつ測り入れていくバイトをしていた。
- 芸風からは想像できないほどの超重度の人見知り。
- 中野にとっての橋本は「私が創りあげた作品」で、「空っぽで何もない所が好きで、自分の色に染められる素材で、キャンバスみたいな状態」。
- 2020年1月18日、同じ事務所のピン芸人・松尾アトム前派出所と結婚（この日入籍）。これ以前より松尾から熱烈なアプローチを受けていたが交際に至らず、2019年12月31日に突然結婚を思い立ち、この日のうちに松尾に「逆プロポーズ」したところ、受け入れてもらい「交際0日」での結婚となった。しかしいまだキスもせず手も握っていない。同居もしておらず、それどころか松尾は中野の自宅を知らないということで、一緒に送って行っても必ず途中で別れることになっているという。
- 2022年11月17日、子宮頸がんと診断されたことを公表。治療のため、12月に予定していた単独ライブ「日本エレキテル連合の坊っちゃん」を中止することを発表した。2023年1月20日、子宮頸がんではなく、子宮体がんであったことを公表。1月23日、退院を報告。

## 経歴
2007年10月それぞれピン芸人として活動していた同期二人によって結成。橋本が中野に土下座をして、コンビを組んだ。中野はそれを受け入れて自分がネタ作成を担当する代わりに、橋本に身の周りの世話、家事、食事、スケジュール管理などを全て頼み、橋本もそれを受け入れた。
また、「日本エレキテル連合」の生みの親は、俳優の西村和彦であったことを2014年11月6日に放送された『ダウンタウンDX』（読売テレビ）にて明かしている。それによると、橋本がピン芸人時代の2007年にKBS京都のテレビ番組『Go on』に出演した際に共演した西村が後日、お笑いライブに出演する橋本を見たところ「全く面白くなかった」と酷評した。一方で同じライブに出ていた中野のことを「とても面白かった」と評価して、橋本に「あの子（中野）には勝てない」と助言したが、橋本はこれで退かず、中野にコンビを組むことを申し入れ、中野も「頼まれたので妥協した」と結成は渋々ながらだったという。
以前は「日本パブリック連合」として松竹芸能で活動していた。しかしコントにリアリティを追求するあまり、衣装代、小道具代に資金を費やし過ぎたなど莫大な借金をしたことを理由に、2009年10月一時活動中断。
2010年4月活動再開。大阪から東京へ活動の場を移し、「日本エレキテル連合」へとコンビ名を改めて2010年6月タイタン所属となる。なお、タイタンは原則的に女性タレントを所属させない方針であるため、自分たちが所属できたのは特例であったと語っている。なお、前所属の松竹芸能には「今から後戻りも出来ないので、ゼロから出発します」と断りを入れ、タイタンに所属になった際にも連絡を入れている。
タイタンを所属先に選んだ理由は、爆笑問題を尊敬していたから。借金は2010年12月23日をもって完済したことになっている。ブレイクする以前の2014年1月時点、電気・ガス・水道すべて止められるほど困窮していた。そのため、事務所の先輩である田中に、毎年新年会で若手に渡しているお年玉を前借りして生活の足しにしていた。
2013年8月19日にYouTubeチャンネル開設。キングオブコント2013、2014 準決勝進出。
ネタの「ダメよ〜、ダメダメ」が2014年の「新語・流行語大賞」の年間大賞、2014年度ネット流行語大賞銅賞（第3位）、Yahoo!検索大賞 2014・お笑い芸人部門を受賞した。
2022年11月17日、中野聡子が子宮頸がん治療のため、12月に予定していた単独ライブ「日本エレキテル連合の坊っちゃん」を中止することを発表した。これに合わせタイタン退社を検討したところ、社長にして太田光の妻・太田光代が「見捨てられない」と言い出し、光代の提案により業務提携に移行する。

## エピソード
- 以前のコンビ名である「日本パブリック連合」は、中野がファンである椎名林檎の「病床パブリック」という曲名からとったが、「日本エレキテル連合」と改名してしばらく経つまで橋本はその理由を知らなかった。ただ、「日本パブリック連合」と名付ける時点で「日本エレキテル連合」も候補に挙がっていた。しかし、エレキテルが言い難く噛んでしまうため「パブリック」にした[40]。
- 日本エレキテル連合のエレキテル部分は「爆笑問題の学校VOW」(1999年刊)内の『エレキテル エレキテル 鹿狩り エレキテル』という一節に由来している[40]。
- 以前は明確にボケとツッコミに分かれていたが、もともとツッコミ担当であった橋本のツッコミが上達せず、結局二人ともボケキャラだったことに気付いた中野がボケとツッコミを廃止し、現在は分担がないまま活動している[18]。
- コントのモットーは「メイク」と「コスプレ」と「小道具」[34]。使用する衣装や小道具等は全て自前で、それぞれ500点以上を有している。またこれらを収容するためを兼ねて、二人で一軒家を借りて住んでいる[1]。「ツッコミが無いとシュールと言われそうだが、それは嫌なので、Vシネにならない形でデフォルメしながら『ドラマ』を演じている」「舞台が明るくなった時にインパクトを与えるようにしている」という[18]。歌舞伎の影響も大きい。
- 2人とも素は面白くないため、キャラになりきって笑わすしかないと思っている[41]。
- ネタには「ダメよ〜ダメダメ」が特徴的なセリフの「未亡人朱美ちゃんシリーズ[42]」や、「田所先生シリーズ（愛人VS本妻編、激論！男と女編）[42]」「老乱（おいらん）」「作業服と機関銃」「ナニワシンドローム[34][43]」「都美子と比呂美[43]」「仮出所妻さゆりちゃん[42]」「ニジマスの精霊[43]」など。
- 「未亡人朱美ちゃんシリーズ」の「ダメよ〜ダメダメ」のネタが生まれたきっかけは、2012年頃、深夜にファミリーレストランに二人集まってネタを考えていたところ、隣の席に居たおじさんとおばさんの二人を強烈だと感じ、面白いと思った結果この二人がこのキャラクターにつながっているという[44]。なお、この時の中野のオヤジ風メイクは、宮史郎を意識して真似ているという[45]。さらにこのキャラクターは「なまはげと同じようなスタンス」だとも話している[46]。このネタに限らず、中野が男装するコントが多い。
- 「ダメよ〜ダメダメ」は当初同様の持ちネタがある島田一の介から模倣したのではないかともされていたがエレキテル連合がブレイクしたことで逆に島田側が模倣したのではと疑われる事態となった。なお島田本人はエレキテル連合がブレイク後に対面した際、自分の名前が彼女らによって売れたと感謝の意を示し、むしろ自分から便乗していくと発言している[47][48]。
- 二人がともに尊敬する芸人は志村けん。そのあまり、志村の出身地である東京都東村山市に引っ越して二人一緒に住んでいるほどである。二人とも『加トちゃんケンちゃんごきげんテレビ』（TBS）を好んで観ており、「志村さんを勝手に教科書と思っている」とのことで、2014年2月21日放送の『志村けんの夜の虫』（TBSラジオ）にゲスト出演した際には志村に直接「ネタをパクらせてくれないか」と提案した。なお、志村も「日本エレキテル連合にはまって来ている」と話していたことがある[49]。
- Youtubeチャンネル「日本エレキテル連合の感電パラレル」を作ったきっかけは、コント番組が少なくなってしまって発表する場が少なくなったため自分たちでその場を作ったと語っている。[50]
- 2人で一緒に住んでいたのは金銭的に余裕がなかったためで、ブレーク後、お互いに自立できるようになったので、それぞれで暮らそうという話し合いをしていたが、2016年4月、中野が3時間程出掛けている間に、橋本が夜逃げのように家を出て、自転車で1分程のところに引っ越した[51]。
- 中野は2019年の大晦日に結婚しようと思い立ち、以前から好意を寄せられていた同じ事務所のピン芸人である松尾アトム前派出所に逆プロポーズし、松尾がこれを受け入れたため、翌年、尊敬するビートたけしの誕生日である1月18日に交際はおろか、手もつながないまま結婚した[52]。最初中野は、松尾の滑舌が悪いためにその告白があまり聞き取れず、「キモイ」「ウザイ」と思って全く相手にしていなかったという。しかし、その松尾を「私たちのことを真剣に考えてくれている」として認めていた橋本は、松尾がどんなにいい人かということを中野に教え込んでいった一方で、松尾にも中野への世話の仕方をアドバイスした。こういった経緯から、橋本が二人のキューピッド役とも言われている[53]。

## 出演

### テレビ
- 空飛ぶ!爆チュー問題（フジテレビONE）
- 爆笑レッドカーペット（フジテレビ）[54]
  - 爆笑レッドカーペット ザ・トライアル（2012年10月5日）
  - 新春レッドカーペット（2013年1月1日） キャッチコピーは「ナニワの恋の物語」
  - 爆生レッドカーペット（2013年4月27日）
- ぐるぐるナインティナイン（日本テレビ） - ブレイクの足掛かりとなった番組[55]。
  - ぐるナイおもしろ荘 〜若手芸人を大売り出し 誰か使ってスペシャル〜（2013年1月1日）
  - ぐるナイおもしろ荘 若手にチャンスと愛を誰か売れて頂戴SP!!（2014年1月1日）
  - ぐるナイおもしろ荘 若手にチャンスと愛を・・・誰か売れて頂戴SP（2015年1月1日）
- オンバト+（NHK総合）戦績0勝1敗 最高325KB
- 新春レッドカーペット（フジテレビ、2014年1月1日） キャッチコピーは「キテレツ人生劇場」
- 竹山ロックンロール（テレビ埼玉、サンテレビジョン他、2014年3月30日 - 不定期出演）
- ダウンタウンDX（日本テレビ、2014年11月6日・12月18日）[35]
- エンタの神様（日本テレビ、2014年7月29日・9月20日・12月27日、2015年3月21日） キャッチコピーは「ダメよ、ダメダメ」、「怒涛のブレイク女芸人」
- 行列のできる法律相談所（日本テレビ、2014年8月24日・9月7日・12月7日、2015年1月18日）[45]
- 爆笑そっくりものまね紅白歌合戦スペシャル（フジテレビ、2014年11月4日、2015年5月8日・10月23日）
- 日本ナヤンデル連合〜聖夜のタスケマスSP〜 （テレビ朝日、2014年12月25日） 自身初の冠番組
- 第65回NHK紅白歌合戦（NHK総合、2014年12月31日） 森進一の応援ゲストとして出演[56]。
- 世界の日本人妻は見た!（TBS、2015年5月26日 - ）「世界の食卓」のプレゼンターとしてレギュラー出演
- ENGEIグランドスラム（フジテレビ、2015年5月30日・9月26日）
- 私のおじさん〜WATAOJI〜（テレビ朝日、2019年3月8日）橋本のみ
- ひみつ×戦士 ファントミラージュ!（テレビ東京、2019年6月30日）橋本のみ - 輝坂ひかる役
- 世界一短いネタ番組 15ビョーーーン（テレビ東京、2021年10月30日（橋本のみ）・11月6日（橋本のみ）・12月4日、2022年1月1日）
- 拡散！芸人ネタ動画 有田バズレーション！（TBS、2021年12月4日）

### 映画
- 実りゆく（2020年）

### アニメ映画
- クレヨンしんちゃん オラの引越し物語 サボテン大襲撃（2015年4月18日公開） - 本人 役[57]

### ゲーム
- 太鼓の達人 ムラサキVer.（バンダイナムコエンターテインメント）

### インターネット
- キてる動画をつくる会[58] - USTREAMでの生中継チャンネル（毎週月曜20時 - ）
- 日本エレキテル連合の感電パラレル[59] - YouTubeチャンネル（2013年8月19日 - 毎日アップロード中[注 2]）
- 橋下徹の即リプ - AbemaTV（2017年11月9日 - 2018年10月4日 毎週木曜22時生配信）コメントの入力と読み上げ担当。

### ラジオ
- 火曜JUNK 爆笑問題カーボーイ（TBSラジオ）- 不定期
- 志村けんの夜の虫（TBSラジオ、2014年2月21日）[49]
- サマーナイトは♡♡しナイト!!「日本エレキテル連合のいいじゃないの〜ダメよ！ダメダメ!!」(エフエムたじま、2014年7月18日） - 特別番組
- monaka（NACK5、2015年8月4日[注 3]、2016年6月22日 - 2019年3月26日）月1回、「トクする！イオンの火曜市」のレポーターを担当。
- 爆笑問題のUSEN-MAN（SMART USEN）- 不定期
- Smile SUMMIT（FM NACK5、2019年4月9日 - 2019年7月23日）月1回、「トクする！イオンの火曜市」のレポーターを担当[注 4]。
- 爆笑問題の日曜サンデー（2021年9月19日・TBSラジオ）サンデー芸人ランキング - ナビ芸ター

### ライブ
- タイタンハッピー - コーナー：タイタン・ニューカマー・トライアル
- タイタンライブ・レア - 不定期開催
- タイタンシネマライブ - 偶数月開催
- 弱い人たち第2回公演「もっと強くなりたい」[60]（2016年12月22日 - 23日、ユーロライブ）橋本のみ
- 大森靖子伝承3DAYS 2卍LIVE"自由字架"（2019年3月13日、渋谷区文化総合センター大和田 伝承ホール）

他多数

### イベント
- サンニスキーの夜（2015年4月5日、新宿シアターサンモール）
- しじみナイト（2016年3月24日、座・高円寺2）
- 電気画廊（2016年8月12日 - 14日、阿佐ヶ谷アートスペースプロット）
- ケンクミの二度づけ禁止やで！ 〜道頓堀の陣〜（2016年11月1日 - 2日、ABCホール）
- サンニスキーの宴（2017年2月27日、座・高円寺2）
- 日本エレキテル連合10周年＆単独公演『パルス』DVD発売記念ファンミーティング（2018年11月4日、Asagaya / Loft A）

### PV
- fripSide「Luminize」（2015年）

## 単独公演
- 『日本パブリック連合のコントチャンネル』（2009年7月26日、通天閣STUDIO210）
- 『パラレル電報〜キネマ編〜』（2012年2月14日、杉並区立産業商工会館）
- 『パラレル電報〜官能編〜』（2012年6月30日、杉並区立産業商工会館）
- 『エレキテルプラネット』（2014年7月11日 - 13日、新宿シアターモリエール）
- 『死電区間』（2015年7月24日 - 26日 東京・草月ホール、9月5日 - 6日 大阪・ABCホール、9月18日 - 19日 愛知・中電ホール、9月21日 岡山・さん太ホール、9月22日 - 23日 福岡・スカラエスパシオ、9月26日 - 27日 宮城・日立システムズホール仙台、10月1日 石川・金沢市アートホール、10月2日 新潟・新潟LOTS）
- 『電氣ノ社〜掛けまくも畏き電荷の大前〜』（2016年7月14日 - 17日 東京･シアターサンモール、9月1日 - 4日 大阪･ABCホール)
- 『「地獄コンデンサ」岩下の新生姜と共に』（2017年9月8日 - 10日 東京・新宿シアターモリエール、9月15日 - 16日 大阪・ABCホール、9月17日 広島・東広島芸術文化ホール くらら、9月18日 香川・高松festhalle、9月22日 宮城・日立システムズホール仙台、9月23日 福島・いわきアリオス小劇場）
- 『パルス』（2018年6月14日 - 17日、ユーロライブ）
- 『君莫笑(きみわらうことなかれ)』（2019年7月18日 - 21日、ユーロライブ）[61]
- 『Neo Doki-Doki（ネオ ドキ ドキ）』（2020年9月17日 - 20日、ユーロライブ）

## 連載
- ロト・ナンバーズ「超」的中法（主婦の友社）- 『日本エレキテル連合　電気ピカソ』
- 東京新聞 ‐ 『風向計』（2015年5月9日 ‐ 2017年3月）東京新聞
- ロト・ナンバーズ「超」的中法（主婦の友社）- 『日本エレキテル連合 放電ブルース』

## 書籍
- 『電気倶楽部』太田出版（2015年7月20日）撮影：鈴木心

## DVD
- シリアル電気（2013年10月30日　発売元：コンテンツリーグ　販売元：アニプレックス）
- 腹腹電気（2014年8月27日　発売元：コンテンツリーグ　販売元：アニプレックス）
- 日本エレキテル連合単独公演「エレキテルプラネット」（2014年12月24日　発売元：コンテンツリーグ　販売元：アニプレックス）
- グッバイヒューズ（2015年7月15日　発売元：コンテンツリーグ　販売元：アニプレックス）
- 日本エレキテル連合単独公演「死電区間」（2015年12月23日　発売元：コンテンツリーグ　販売元：アニプレックス）
- 皆中（2016年12月21日 発売元：コンテンツリーグ　販売元：アニプレックス）
- 日本エレキテル連合単独公演「電氣ノ社～掛けまくも畏き電荷の大前～」（2016年12月21日 発売元：コンテンツリーグ　販売元：アニプレックス）
- 日本エレキテル連合単独公演「地獄コンデンサ」岩下の新生姜と共に（2017年12月27日 発売元：コンテンツリーグ 販売元：ソニー・ミュージックマーケティング）
- 日本エレキテル連合単独公演「パルス」（2018年10月24日 発売元・販売元：コンテンツリーグ）
- 日本エレキテル連合単独公演「君莫笑」（2019年12月25日[62][63]発売元:タイタン　販売元：ValueMall）

## CD / 配信
- 『HARAETAMAE KIYOMETAMAE』／J-GODS（2016年11月16日）単独公演「電氣ノ社～掛けまくも畏き電荷の大前～」に向けて作られた楽曲を配信リリース。作詞は中野聡子、作曲・トラックメイキングはDJ ISO（アスタラビスタ・Mellow Yellow）と、数々の著名アーティストを産んできたプロデューサー、涌井啓一によるスペシャルユニット『I.W.C.G』が担当した。